# Autodromo de Sitges-Terramar
L'autodromo de Sitges-Terramar è un ex circuito motoristico situato a Sant Pere de Ribes, vicino a Sitges (Barcellona, Catalogna, Spagna). Sebbene sia stata sporadicamente utilizzata negli anni '50 per alcune gare, fu in gran parte abbandonata dopo la stagione inaugurale del 1923, quando ospitò il Gran Premio di Spagna.

## Storia

### Apertura e le prime gare
Nel 1922 Frick Armangue fondò l'Autodromo Nacional, con la costruzione di un nuovo ovale in cemento per le gare automobilistiche e motociclistiche. Gli architetti erano Jaume Mestres per la pista e Josep Maria Martino per le strutture. Il circuito venne completato in 300 giorni al costo di 4 milioni di pesetas dell'epoca. Il tracciato ha una lunghezza di 2 km chilometri dalla conformazione ovoidale, con le due curve paraboliche con una pendenza di 60 gradi. La cerimonia di apertura si tenne il 28 ottobre 1923. L'evento, dedicato a vetture da 2 litri da GP, fu vinto da Albert Divo con una velocità media di 96,91 mph.
Nessun premio in denaro fu assegnato: i sovraccosti di costruzione non pagati costrinsero i costruttori a sequestrare gli introiti dei biglietti, lasciando gli organizzatori senza soldi per pagare i piloti. Di conseguenza, la pista fu vietata per ospitare nuovamente gare internazionali. I piloti si lamentarono anche dell'ingresso e dell'uscita dalle paraboliche, sostenendo che la transizione dalla parabola al piano e viceversa fosse mal progettata. Il Catalunyan Automobile Club e il Penya Rhin continuarono a tenere gare nel 1925 con scarso successo. Il circuito fu quindi venduto a Edgard de Morawitz negli anni '30. L'ultima gara conosciuta sull'ovale si tenne negli anni '50. La pista e il terreno circostante sono attualmente utilizzati come fattoria di polli.

### Riapertura
Dopo circa 90 anni, nel 2012 il circuito è stato riutilizzato per alcuni test da Carlos Sainz, che a bordo di un'Audi R8 ha stabilito il record del circuito, percorso in 42,6 secondi con una media di 170 km/h e battendo il precedente tempo più veloce di 45,8 secondi, che era stato ottenuto dal conte Zborowski nel 1923 a una media di 157,2 km/h.
Nel 2016 il gruppo Grand Prix, specializzato in eventi mondiali ippici, ha presentato un progetto di riapertura dell'Autodromo. Il progetto consisteva nell'adattare le strutture per ospitare attività ed eventi equestri di proiezione internazionale e, allo stesso tempo, sfruttare il circuito per svolgere prove specifiche nel mondo dell'automobilismo, dando continuità alla storia dell'autodromo.
Il progetto è stato approvato sia dal Comune di Sant Pere de Ribes che dalla Generalitat de Catalunya ed i lavori sono iniziati nell'immediato con l'apertura prevista per il 2023.

## In altri media
Nel 2018 l'autodromo è stato protagonista di un episodio della serie di Prime Video The Grand Tour, venendo provato dai conduttori Jeremy Clarkson, James May e Richard Hammond.